# ジハーディ・ジョン
ジハーディ・ジョン（Jihadi John, Jailer John）は、イスラーム過激派組織ISIL（IS）に所属する、ある構成員につけられた渾名（ニックネーム）である。イギリス人と見られ、特徴的なロンドン郊外訛りの英語を話す。複数の外国人捕虜の取引および斬首処刑映像に姿を見せており、いわば処刑人として知られている。
2015年2月以降、『ワシントン・ポスト』などによってこの人物はモハメド・エムワジ（英語: Mohammed Emwazi、1988年8月17日 - 2015年11月12日）、20代のクウェート出身、英国ロンドンのウエストミンスター大学を卒業している英国人であると身元特定の報道がなされている。

## 渾名
ジョンという渾名は、彼の人質の一団がつけたものである。彼らによると、ジョンは「ザ・ビートルズ」と呼ばれるテロユニットの一員であり、西洋人の人質の家族と連絡を取る際に人質たちの見張りをしていたという。この渾名はビートルズのメンバーのジョン・レノンから来たもので、他のメンバーも同様に「ジョージ」「ポール」「リンゴ」と呼ばれていた。ユニットのメンバーは全員イギリス英語を話した。「ジハード（聖戦）のジョン」「看守のジョン」という渾名はイギリスのマスコミが付けた。
アメリカ合衆国の連邦捜査局（FBI）は2014年9月25日にジハーディ・ジョンの正体を突き止めたが、その名前は公にされていなかった。しかし、ジハーディ・ジョンの正体が「モハメド・エムワジ」という人物であることをアメリカとイギリスの治安当局関係者が認めたという。イギリス首相デーヴィッド・キャメロンは保安局（MI5）や秘密情報部、政府通信本部などにジハーディ・ジョンを追跡して捕らえるよう指示している。

## 犠牲者

### 氏名不詳のシリア兵
2014年5月に投稿されたインスタグラムの動画には、シリア軍の兵士を殺している男が映っており、調査者はこれをジハーディ・ジョンではないかと考えている。動画では、同国大統領バッシャール・アル＝アサドに忠誠を誓う男がシリアの屋外でうずくまり、別の男によって後ろからピストルで頭部を撃たれる。

### ジェームズ・フォーリー
2014年8月19日にYouTubeへ投稿された動画で、ジャーナリストのジェームズ・フォーリーは事前に用意された原稿を読み上げ、米国、昨今のイラク空爆、アメリカ空軍に所属する自分の兄弟を非難した。覆面をしたジハーディ・ジョンも別の原稿を読み上げ、米国および同国大統領バラク・オバマを非難し、イラクへの軍事介入を止めるよう要求した。そして覆面の男は画面外でフォーリーを斬首したのち、要求が容れられなければスティーヴン・ソトロフも斬首すると脅した。FBIと国家安全保障会議（NSC）は、斬首されたフォーリーの死体が映った動画は真正であると認めた。

### スティーヴン・ソトロフ
2014年9月2日に公開された動画は、伝えられるところによると米国人ジャーナリストのスティーヴン・ソトロフがジハーディ・ジョンによって斬首される様子を映していた。ホワイトハウスは動画の信憑性を認めた。

### デービッド・ヘインズ
2014年9月13日には、英首相キャメロンに宛てた動画が公開された。これには、人質になっていたイギリス人の援助活動家デービッド・ヘインズがジハーディ・ジョンに斬首される様子が映っていた。

### アラン・ヘニング
2014年10月3日にISILが公開した動画では、ジハーディ・ジョンがイギリス人の援助活動家アラン・ヘニングを斬首した。サルフォード出身のタクシー運転手だったヘニングは、シリアで救援物資輸送のボランティアをしていたのだが、2013年12月27日にISILの支配下にあるアル・ダナで誘拐されていた。

### ピーター・カッシグ
2014年11月15日、ジハーディ・ジョンが生首を前に立ちはだかっている動画がISILによって投稿された。ホワイトハウスは、この首は米国人の援助活動家ピーター・カッシグのものだと認めた。カッシグが実際に斬首される様子は映っておらず、これ以前の斬首動画とは違って彼は何の陳述もしていないことから、彼がカメラの前で話すことを拒んだと推測されている。

### 18人のシリア兵
カッシグを映して終わる動画では、覆面のジハーディ・ジョン率いる一団が18人のシリア兵を斬首する様子を、おぞましいほど生々しく映している。英国放送協会によると、この動画は以前のものと違って、多くのISIL戦闘員の顔を映しており、アレッポ県のダービクで撮影されたと分かるもので、また「流血のどんちゃん騒ぎ」の様相を呈している。殺害の場面を省いた以前の動画とは違って、ジハーディ・ジョンによる斬首の様子が映っている。

### 湯川遥菜と後藤健二
会社経営者の湯川遥菜は2014年8月以前のいずれかの時点で捕えられた。フリージャーナリストの後藤健二は湯川の救出を試みるうち、2014年10月のいずれかの時点で捕えられた。2015年1月、2人を殺されたくなければ2億ドルの身代金を支払うよう日本政府に脅迫がなされ、その動画には2人を前に引きすえたジハーディ・ジョンらしき男が映された。その後、1月24日に湯川が処刑されたとの声明が発表され、最終的にジハーディ・ジョンと思わしき男が後藤を斬首する映像がインターネット上に公開された。

### カイラ・ミュラー
26歳のアメリカ人女性。2013年8月に他の援助活動家たちと共にシリアで誘拐されたが、彼女以外はその後解放された。彼女の家族の要請により、どの報道機関も彼女の名前を報じていなかったが、のちにカイラ・ミュラーと発表された。なお、以前の斬首動画とは違って、カッシグとシリア兵たちが殺された動画の中で彼女は次の犠牲者として姿も名前も現れず、またISILは彼女を人質にしていることを公には認めていなかったが、2015年12月6日、ISILはカイラ・ミュラーが死亡したと発表した。

## 人質
2014年8月の時点で、ISILは20人を超える人質を抱えていると主張している。多くの人質の家族は、世間の関心を惹いて人質の安全が脅かされないよう、人質の名前を公にしないことにしている。欧州出身の人質の全て、あるいは殆ど全ては、各々の国が身代金を払って解放された。しかし米国と英国の法律は身代金の支払いを禁じている。

### ジョン・キャントリー
人質になっているイギリス人のフォトジャーナリストであるジョン・キャントリーは、ISILによる一連の動画に現れている。彼は2012年11月22日にアメリカ人のフォーリーと共に誘拐された。

## 動画の分析

### 公式の分析
FBIとNSCは、斬首された死体を映して終わるフォーリーの動画を真正のものと公式に認めた。英首相キャメロンと同国外務省もヘインズの殺害を映した動画が本物であることを認めた。
これらの動画は、欧米と非アラビア語圏を特にターゲットとしたISILの公式広報部門 Al-Itisam Establishment for Media Production から承認を受けたISILの放送局アル・ハヤト・メディア・センターが製作、公開した。

### 非公式の分析
『タイムズ』紙から依頼を受けたある犯罪科学の専門家は、フォーリーの動画を見て「これは演技だと思います。殺害はカメラを止めた後で行われたのかもしれません」と述べた。同紙は「フォトジャーナリストのフォーリー氏が斬首されたことは誰にも疑いは無いが、撮影上のごまかしや巧妙なポストプロダクション（撮影後編集）が行われたようだ」と結論づけた。『インターナショナル・ビジネス・タイムズ・オブ・オーストラリア』紙の2人の映像専門家は、動画の一部は演技であり編集加工されているようだと述べた。人質解放交渉人である James Alvarez 博士はフォーリーの動画について、2台のカメラを使い分け、フォーリーのオレンジ色の作業着にクリップでマイクロフォンをつけるなど、「プロ級に仕組まれている」と述べた。CU Denver National Center for Media Forensics の Associate Director であるジェフ・スミスは「最も興味深いのは、動画の中で行われる斬首がフォーリーとソトロフの両方とも演技だという点だ」と述べた。
イギリスのアナリストであるエリオット・ヒギンズは写真と動画を分析し、フォーリーの動画がラッカの町の南にある丘で撮影されたことを示す、写真と動画に関する犯罪科学的な証拠を公表した。

## 正体の特定
ジハーディ・ジョンは FBI、MI5およびスコットランドヤードから指名手配された。動画において彼は、褐色のデザートブーツ以外は頭からつま先まで黒づくめに覆って正体を隠し、覆面は目元しか露出していない。とはいえ、彼に関するいくつかの事実を動画から確認することができる。彼は「多文化性ロンドン英語」を話し、肌質はアフリカ系もしくは南アジア系のようである。また右利きの人がするように左腋に皮製のホルスターを吊るしてピストルを見せびらかしているが、動画での彼の仕草は明らかに左利きのものである。
彼の正体の手がかりとなる他の要素として、身長、全体的な体格、手の甲の静脈パターン、声、衣服がある。分析チームによっては、撮影地を特定するため、動画の背景の地形を手がかりにするかもしれない。2014年8月24日にイギリスの駐米大使ピーター・ウェストマコット卿は、洗練された音声認識技術によって同国がジハーディ・ジョンの正体にかなり近づいたと言ったが、報道時にはそれ以上の詳細の公開を拒んだ。
『デイリー・テレグラフ』紙のある記事では、ジハーディ・ジョンの正体が決定的に明らかになったとしても、シリアとイラクでの騒乱の性質ゆえに、彼がイギリスで法の裁きを受けることはまず無いだろうと書かれた。
2014年9月20日にアメリカ合衆国上院は、フォーリーやソトロフ、ヘインズの殺害に関わった者たち（ジハーディ・ジョンも含む）の捕獲につながる情報の提供者に1000万ドルの懸賞を与えることを承認した。

### 疑われている人物
2014年9月14日に英首相キャメロンは、ジハーディ・ジョンの正体は分かっているがまだ公表できないと認めた。
2014年9月25日にFBI局長ジェイムズ・コウミは、ジハーディ・ジョンの正体を既に突き止めているが、それが誰か、どこの出身かという情報は教えないと報道陣に告げた。「我々は彼の正体を突き止めたと信じている。それが誰かをあなたたちに言うつもりはない」と彼は言った。Middle East Institute の著述家・学者であるマイケル・ライアンは「一定レベルの確証が得られるまでは公表できないのだろう」と推測している。
ジハーディ・ジョンと疑われている主な人物は3人いた。それは、西ロンドンの23歳のラッパー、バーミンガムの20歳のハッカー、ポーツマスの20代の男の3人である。

## 反応
米大統領オバマはジハーディ・ジョンの行為を非難し、動画で行われた斬首に関わった者たち全ての処罰を誓った。同国国務長官ジョン・ケリーもジハーディ・ジョンを「覆面に隠れた臆病者」と呼び、全ての関係者は合衆国により罪を問われるだろうと述べて、オバマに同調した。イギリス政府高官たちはジハーディ・ジョン捕獲への取り組みをそれぞれ述べている。同国の元安全保障担当閣外相であるアラン・ウェスト提督はジハーディ・ジョンのことを「死刑台に向かう死刑囚」と呼び、「オサマ・ビンラディンのように追われて捕えられる」だろうと述べた。同国首相キャメロンは、ジハーディ・ジョンが「いずれ法の裁きを受ける」ことを全く確信していると述べ、彼の行為を非難した。同国司法大臣のクリス・グレイリングと国際刑事警察機構事務総長のロナルド・ノウブルは、ジハーディ・ジョンは法の裁きを受けるべきだと述べた。
ビートルズのメンバーだったリンゴ・スターは、そのバンドに由来した渾名をテロユニットが使っていることに嫌悪感をあらわした。『ロンドン・イブニング・スタンダード』紙の取材に対し彼は「馬鹿げてる。彼らがあそこでやっていることは、ビートルズが支持した全てのものに反している」と述べた。
ジハーディ・ジョンの正体がモハメド・エムワジであると報じられた際、公開された写真のなかには、彼がベースボールキャップを被っているものもあった。そのキャップは、メジャーリーグベースボールのピッツバーグ・パイレーツのものだった。これを受けてパイレーツは、2月28日付で声明を出し「伝統的な黄金色のPマークはピッツバーグの街を象徴するものであると同時に、我が球団の選手やコーチ、そしてファンたちが大いなる誇りを持って身につけているものです。球団に在籍するすべての者にとって、そして我らの偉大なファンにとって、パイレーツのキャップを被った殺人鬼の写真を目にすることほど不愉快なことはありません」と批判した。

## 死亡
2015年11月12日、アメリカ国防総省は、モハメド・エムワジを標的とした空爆を行ったことを発表した。空爆はシリア・ラッカでエムワジが建物から出て車両に乗り込んだ際に行ったとされる。
アメリカの主要メディアも一斉に報じたが、エムワジが死亡したかどうかについては調査中とされた。これについて有志連合の報道官は「標的を殺害したと確信している」「標的の男がジョン（エムワジ）だったと絶大な自信を持っている」と述べている。
2016年1月、ISILの機関誌「ダービク」は11月12日の空爆で即死したことを明らかにした。